# Eschwiller
Eschwiller är en kommun i departementet Bas-Rhin i regionen Grand Est (tidigare regionen Alsace) i nordöstra Frankrike. Kommunen ligger i kantonen Drulingen som tillhör arrondissementet Saverne. År 2022 hade Eschwiller 174 invånare.

## Befolkningsutveckling
Antalet invånare i kommunen Eschwiller
| Referens: INSEE |